# محمد صفار
محمد صفار (زاده ۱۳۲۸ در تهران) کارگردان و فیلم‌نامه‌نویس ایرانی است. از فیلم‌های او می‌توان به خورشید در مرداب (۱۳۵۲)، هیاهو (۱۳۵۳)، قاصدک (۱۳۵۵)، شب زخمی (۱۳۵۶) و خیابانی‌ها (۱۳۵۷) اشاره کرد.